# PPG Wave
PPG Wave — низка гібридних цифрових/аналогових синтезаторів, розроблених німецькою фірмою Palm Products GmbH (PPG) у 1981—1987 роках.

## Специфікації
Разом було розроблено три моделі синтезаторів PPG Wave:
- Wave 2 (1981—1982) — 8 осциляторів (по одному на голос), роздільна здатність 8 біт, одне колесо модуляції, фільтри CEM 3320
- Wave 2.2 (1982—1984) — 16 осциляторів (по два на голос), роздільна здатність 8 біт, два колеса модуляції, фільтри SSM 2044
- Wave 2.3 (1984—1987) — 16 осциляторів (по два на голос), роздільна здатність 12 біт, два колеса модуляції, фільтри SSM 2044, 8-частинна мультітембральність

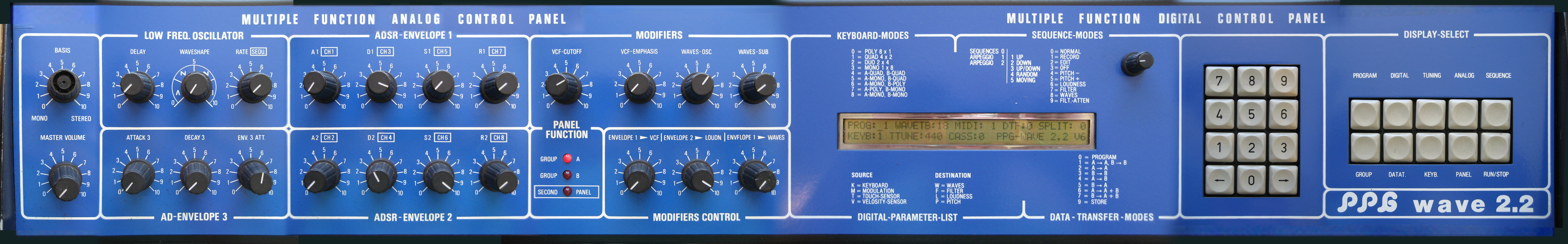
Передня панель PPG Wave 2.2

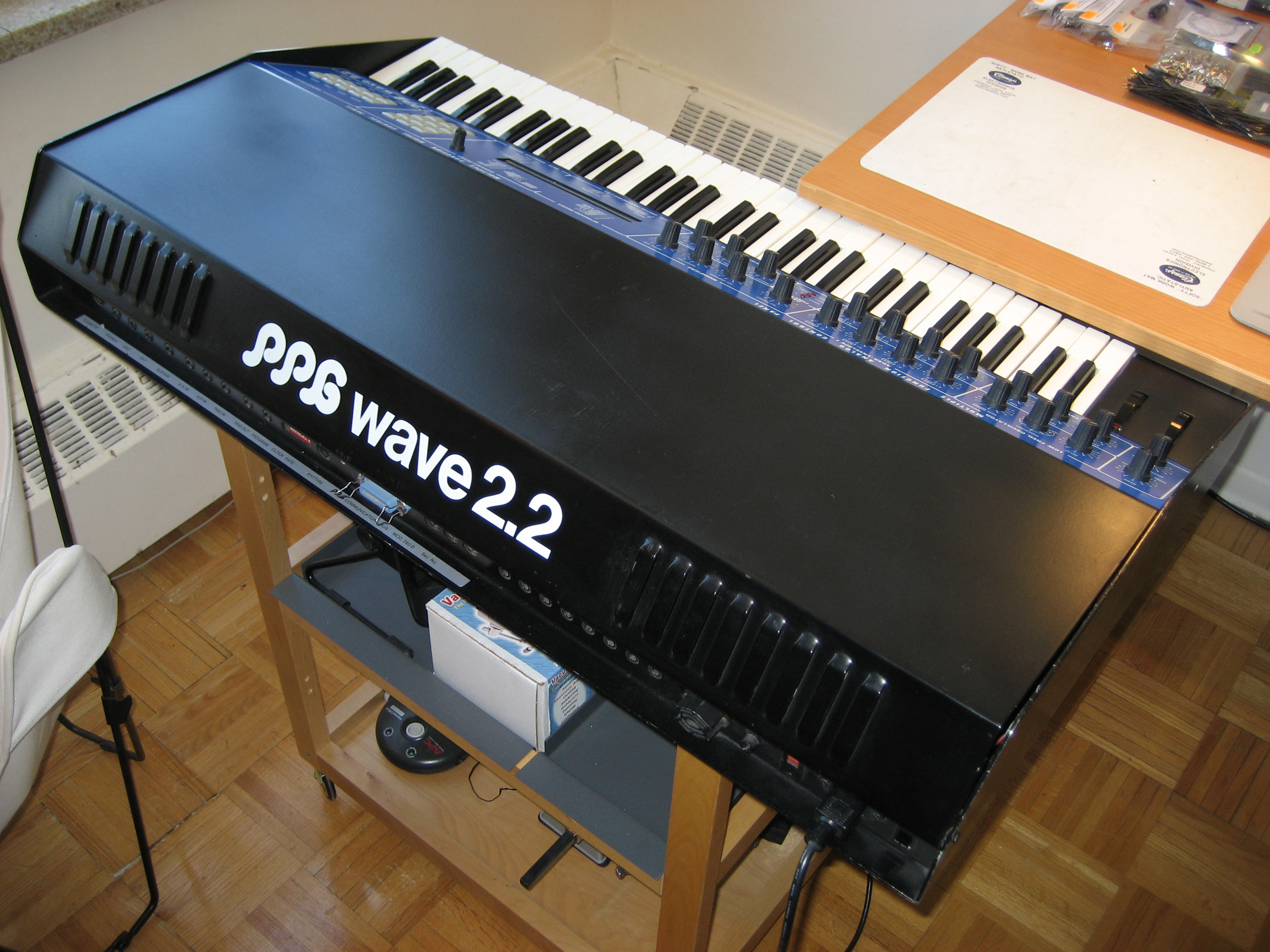
Задня частина PPG Wave 2.2

PPG Wave може бути одночасно підключений до декількох периферійних пристроїв від PPG, зокрема, «розумного» контролера клавіатури (PRK, англ. Processor Keyboard), додаткових 8-голосових блоків (EVU, англ. Expansion Voice Unit) і хвильового комп'ютера Waveterm для семплювання, редагування, секвенсування і створення користувацьких хвильових таблиць. Така робоча станція для PPG Wave у повній комплектації дістала назву «Система PPG Wave» (англ. PPG Wave System) і мала конкурувати з австралійським Fairlight CMI.